# Садибне (селище)
Садибне (до 01.02.1945 — с-ще Гамільтон) — селище в Україні, у Кам'яномостівській селищній громаді Первомайського району Миколаївської області. Населення становить 115 осіб.

## Населення

### Мова
Розподіл населення за рідною мовою за даними перепису 2001 року:
| Мова       | Кількість | Відсоток |
| ---------- | --------- | -------- |
| українська | 108       | 93.91%   |
| російська  | 7         | 6.09%    |
| Усього     | 115       | 100%     |